# Gräberfeld von Vollmarshausen
Das Gräberfeld von Vollmarshausen ist eine Grabstätte der jüngeren Bronze- und Eisenzeit im Stadtteil Vollmarshausen von Lohfelden in Nordhessen. Das Gräberfeld gehört zu den bedeutendsten Funden der jüngeren Bronze- und Eisenzeit in Mitteleuropa.

## Lage
Der Fundplatz liegt am östlichen Rande des Kasseler Beckens, nordöstlich des Ortes am Südosthang des Lindenberges Richtung Niederkaufungen, in der Nähe befindet sich auch das Gräberfeld bei Niederkaufungen, das ebenfalls neolithische Funde aufweist. Die Bezeichnung der Fluren lautet „Bei den Sandlöchern“ und „Am Käsewege“.
Koordinaten: 51° 16′ 33″ N, 9° 34′ 48″ O

## Geschichte
Beim Sandabbau wurden 1951 die ersten Urnen entdeckt. 1961–1964 wurde das Gräberfeld freigelegt, und die Funde wurden in die Sammlung des Landesmuseums (heute: Museumslandschaft Hessen Kassel) gebracht.
Insgesamt besteht das Feld aus 252 Gräbern und einem Verbrennungsplatz. Es enthielt Keramikgefäße, in denen der Leichenbrand – die aus dem Scheiterhaufen ausgelesene Verbrennungsreste der Toten – bestattet wurden, weiterhin Grabgruben und Baumsärge. Markiert waren die Gräber mit Steinstelen, als Beigaben wurden Bronzen, Bernstein, Glas, Steingeräte und Keramik gefunden.
Die Nutzung des Gräberfeldes wurde für die Zeit von ca. 1000 v. Chr. bis etwa 500 v. Chr. ermittelt.